# Waglan
Waglan (Chinees: 橫瀾島; Kantonees: Wang Lan To) is een Chinees eiland gelegen in Hongkong. Het eiland is een van de Po Toi eilanden.
Op het eiland staat een van de vijf overlevende vooroorlogse vuurtorens uit Hongkong. De toren, genaamd Waglan Lighthouse op Waglan is geclassificeerd als een Hongkongs monument. De vuurtoren is geopend op 9 mei 1893.